# Kanton Saint-Martory
Saint-Martory is een voormalig kanton van het Franse departement Haute-Garonne. Het kanton maakte deel uit van het arrondissement Saint-Gaudens. Het werd opgeheven bij decreet van 13 februari 2014 met uitwerking op 22 maart 2015.

## Gemeenten
Het kanton Saint-Martory omvatte de volgende gemeenten:
- Arnaud-Guilhem
- Auzas
- Beauchalot
- Castillon-de-Saint-Martory
- Le Fréchet
- Laffite-Toupière
- Lestelle-de-Saint-Martory
- Mancioux
- Proupiary
- Saint-Martory (hoofdplaats)
- Saint-Médard
- Sepx